# Pulvinula
Pulvinula is een geslacht van schimmels behorend tot de familie Pulvinulaceae. De typesoort is Pulvinula convexella.

## Soorten
Volgens Index Fungorum telt het geslacht 26 soorten (peildatum november 2023):
| Soortnaam                                         | Auteur(s)                                      | Publicatiejaar |
| ------------------------------------------------- | ---------------------------------------------- | -------------- |
| Pulvinula alba                                    | (Velen.) Svrček                                | 1977           |
| Pulvinula albida                                  | (Rick) Pfister                                 | 1976           |
| Pulvinula anthracobia                             | T. Schumach.                                   | 1982           |
| Pulvinula archeri                                 | (Berk.) Rifai                                  | 1968           |
| Pulvinula carbonaria                              | (Fuckel) Boud.                                 | 1904           |
| Pulvinula cinnabarina                             | (Fuckel) Boud.                                 | 1907           |
| Pulvinula convexella (Groot moskussentje)         | (P. Karst.) Pfister                            | 1976           |
| Pulvinula discoidea                               | (Henn. & E. Nyman) L.R. Batra                  | 1963           |
| Pulvinula etiolata                                | (Cooke) Le Gal                                 | 1953           |
| Pulvinula globifera                               | (Berk. & M.A. Curtis) Le Gal                   | 1953           |
| Pulvinula guizhouensis                            | M.H. Liu                                       | 1991           |
| Pulvinula johannis                                | Lantieri                                       | 2008           |
| Pulvinula lacteoalba                              | J. Moravec                                     | 1969           |
| Pulvinula laeterubra                              | (Rehm) Pfister                                 | 1976           |
| Pulvinula miltina                                 | (Berk.) Rifai                                  | 1968           |
| Pulvinula minor                                   | M.H. Liu                                       | 1991           |
| Pulvinula multiguttula                            | (L.R. Batra) S.C. Kaushal                      | 1982           |
| Pulvinula mussooriensis                           | (K.S. Thind, E.K. Cash & Pr. Singh) L.R. Batra | 1963           |
| Pulvinula neotropica                              | Pfister                                        | 1976           |
| Pulvinula nepalensis                              | R. Kaushal                                     | 1982           |
| Pulvinula niveoalba (Bleek moskussentje)          | J. Moravec                                     | 1969           |
| Pulvinula orichalcea                              | (Cooke) Rifai                                  | 1968           |
| Pulvinula pyrophila                               | (Snyder) Donadini, G. Riousset & Riousset      | 1975           |
| Pulvinula salmonicolor (Zalmkleurig moskussentje) | (Seaver) Pfister                               | 1972           |
| Pulvinula subaurantia                             | (E. Bommer & M. Rousseau) Boud.                | 1907           |
| Pulvinula tetraspora                              | (Hansf.) Rifai                                 | 1968           |